# Nakwasza
Nakwasza (ukr. Накваша) – wieś na Ukrainie w obwodzie lwowskim, w rejonie złoczowskim, w hromadzie Podkamień. Przez miejscowość przepływa rzeka Ikwa.

## Historia
Miejscowość założona w 1515 r. Od XVII w. do II wojny światowej znajdował się tu majątek szlacheckiego rodu Cetnerów. 
23 maja 1709 r. pod Nakwaszą rozegrało się nierozstrzygnięte starcie pomiędzy wojskami polskimi hetmana wielkiego litewskiego Jana Kazimierza Sapiehy a rosyjskimi gen. Henryka Goltza, będące następstwem bitwy pod Lachowcami. 
W 2 poł. XIX w. wieś znajdowała się w powiecie brodzkim Królestwa Galicji i Lodomerii. W 1880 r. gmina liczyła 1237 mieszkańców, w tym 460 katolików obrządku łacińskiego (parafia w Podkamieniu), 820 grekokatolików (parafia miejscowa, dekanat brodzki, archidiecezja lwowska), 19 żydów. 
W l. 1914-15 wieś znalazła się pod krótkotrwałą okupację rosyjską.
W okresie międzywojennym Nakwasza była stolicą gminy wiejskiej, włączonej następnie w 1934 r. do gminy Suchowola w powiecie brodzkim województwa tarnopolskiego.
Po agresji radzieckiej na Polskę w 1939 r. Nakwasza znalazła się w strukturach administracyjnych USRR, a po ataku III Rzeszy na ZSRR w 1941 r. była pod okupacją niemiecką (okręg generalny Wolhynien-Podolien, Reichskommissariat Ukraine). 
W l. 1943-45 w Nakwaszy i w okolicach miały miejsce wydarzenia składające się na czystkę etniczną prowadzoną w Małopolsce Wschodniej przez nacjonalistów ukraińskich. 
Po II wojnie światowej w granicach ZSRR (Ukraińska SRR), a od 1991 r. – niepodległej Ukrainy.
Do 2020 w rejonie brodzkim – centrum nakwaszańskiej silskiej rady (Наквашанська сільська рада, nakwaszanśka silska rada). 

## Urodzeni w Nakwaszy
- Leopold Buczkowski (1905-1989), polski prozaik, malarz, artysta grafik
- Marian Ruth Buczkowski (1910-1989), polski pisarz, tłumacz i publicysta, brat Leopolda
- Jurij Fedoruk pseudonim "Łemko" (Юрій Федорук "Лемко", 1921-1944),), członek OUN, referent organizacyjny krajowego prowodu Junactwa Ziem Zachodnioukraińskich (ЗУЗ), przewodniczący (prowidnyk) Okręgu Generalnego OUN na Środkowych i Wschodnich Ziemiach Ukraińskich (ОіСУЗ), zginął w walce z bolszewikami 30 lipca 1944 r.[6][7]
- Mitrofan (Butynski) (ur. 1978), biskup Kościoła Prawosławnego Ukrainy

## Zabytki
- cerkiew św. Jerzego zbudowana w 1795 r. dzięki fundacji greckokatolickiego biskupa lwowskiego Piotra Bielańskiego. Poprzednia świątynia według tradycji powstała już w roku 1000.[8]
- pozostałości zamku Cetnerów, wybudowanego w XVII w.[9] częściowo zrujnowanego już w XVIII w., ale zamieszkanego jeszcze do I wojny światowej, obecnie pozostały resztki fundamentów i zawalone lochy[10]